# 37a Divisió (Exèrcit Popular de la República)
La 37a Divisió va ser una formació militar pertanyent a l'Exèrcit Popular de la República que va lluitar durant la Guerra Civil Espanyola. Va estar desplegada al front d'Extremadura durant tota la contesa.

## Historial
La unitat va ser creada al maig de 1937, al Front d'Extremadura. La divisió, que va quedar composta per les brigades mixtes 20a, 63a, 91a i 109a, va ser assignada al VII Cos d'Exèrcit. Tenia la seva caserna general a Castuera. Durant els següents mesos va romandre en les seves posicions, sense intervenir en operacions de rellevància.
El juliol del 1938 va prendre part en els combats de la bossa de Mèrida, durant els quals va sofrir un crebant considerable. Les seves brigades 20a i 91a van quedar aïllades a l'interior de la bossa, sofrint abundants pèrdues, si bé alguns efectius van aconseguir escapar del cèrcol. Per part seva, la 109a Brigada Mixta va resultar completament destruïda, si bé seria reconstruïda amb posterioritat. La divisió va ser sotmesa a una reorganització, assumint el comandament el major de milícies José Sabín Pérez.
No va tornar a prendre part en operacions militars de rellevància.

## Comandaments
Comandants
- tinent coronel Juan Arce Mayora;[8]
- tinent coronel José Ruiz Farrona;[9]
- comandant d'infanteria Alejandro Sánchez Cabezudo;[10]
- comandant d'infanteria Antonio Cano Chacón;[6]
- major de milícies José Sabín Pérez;[7]
- major de milícies Donato Sánchez Lueño;[6]
- major de milícies Olegario Pachón Núñez;

Comissaris
- Benigno Cardeñoso Negretti, del PSOE;[11]
- Miguel Carnicero, del PSOE;[12]
- Germán Clemente de la Cruz, de la CNT;

Caps d'Estat Major
- comandant Donato Sánchez Muñoz;
- capità Pedro Tirado Navarro;
- comandant Manuel Luque Molinello;

## Ordre de batalla
| Data                 | Cos d'exèrcit adscrit | Brigades mixtes integrades | Front de batalla |
| Juny de 1937         | VII Cos d'Exèrcit     | 20a, 63a, 91a i 109a       | Extremadura      |
| Marzo-abril de 1938  | VII Cos d'Exèrcit     | 20a, 63a, 91a              | Extremadura      |
| Juliol de 1938       | VII Cos d'Exèrcit     | 20a, 91a i 148a            | Extremadura      |
| 20 de juliol de 1938 | VII Cos d'Exèrcit     | 20a, 91a i 109a            | Extremadura      |
| 15 d'agost de 1938   | VII Cos d'Exèrcit     | 4a, 20a i 109a             | Extremadura      |
| 23 d'octubre de 1938 | VII Cos d'Exèrcit     | 4a, 20a i 109a             | Extremadura      |